# Eparchia mińska

Eparchia mińska na tle podziału administracyjnego Egzarchatu Białoruskiego

Eparchia mińska – główna eparchia Egzarchatu Białoruskiego Patriarchatu Moskiewskiego obejmująca Mińsk i rejon miński obwodu mińskiego. Od 23 października 2014 wchodzi w skład metropolii mińskiej.

## Historia
Utworzona ukazem z 13/24 kwietnia 1793 dla ziem zajętych przez Imperium Rosyjskie po II rozbiorze Polski w miejsce eparchii turowskiej podlegającej metropolii kijowskiej (do 1786). Katedra biskupia znajdowała się w soborze katedralnym w Słucku do 3 września 1799, kiedy siedzibę biskupa przeniesiono do Mińska na mocy ukazu z 12 kwietnia?/23 kwietnia 1795.
Wkrótce eparchia mińska objęła także ziemie litewskie zajęte przez Rosję po III rozbiorze Polski. W ten sposób diecezja osiągnęła nadzwyczajne rozmiary. Zasięg jej jurysdykcji powiększyły też działania zmierzające do likwidacji unii brzeskiej i podporządkowania unitów prawosławiu.
Już w 1795 uznano za konieczne wydzielenie z diecezji mińskiej eparchii bracławskiej i wikariatu żytomierskiego, przekształconego w samodzielną eparchię 16 października 1799. Eparchia mińska, będąca w rzeczywistości samodzielną, uznawana była za koadiutorstwo metropolii kijowskiej, zaś zwierzchnicy eparchii tytułowani byli arcybiskupami.
W 1832 gubernia wileńska została podporządkowana nowo utworzonej eparchii połockiej, z której zresztą wkrótce (po likwidacji unii brzeskiej w guberniach zachodnich w 1839) wydzielono eparchię wileńską. W tym czasie granice eparchii mińskiej pokrywały się z granicami guberni mińskiej.
W 1922 biskupi mińscy otrzymali godność metropolitów.
W 1989 biskupi mińscy otrzymali godność egzarchów białoruskich.
W latach 90. XX w. eparchia obejmowała dekanaty: Mińsk, rejon miński, Wilejka, Miadzioł, Wołożyn, Borysów, Słuck, Kleck, Stołpce, Mołodeczno, Soligorsk, Łohojsk. W marcu 2012 w skład eparchii wchodziło 25 dekanatów.

### Zmiany nazwy i zasięgu
- mińska, izasławska i bracławska – od 13/24 kwietnia 1793
- mińska i wołyńska – od 12/23 kwietnia 1795
- mińska i litewska – od 4/15 sierpnia 1799
- mińska i grodzieńska – od 30 kwietnia/12 maja 1830
- mińska i bobrujska – od 4/16 lutego 1839
- mińska i turowska – od 6/18 kwietnia 1878
- mińska – koniec XIX w.
- mińska i turowska – XX w. (do 1928)
- mińska – 1928–1935
- mińska i białoruska – 1941–1989
- mińska i grodzieńska – 1990–1992
- mińska i słucka – 1992–2014
- mińska (tytuł ordynariusza: miński i zasławski) – od 2014[3]

### Dekanaty
W 2018 r. eparchia dzieliła się na następujące dekanaty:
- Dekanat miński I (10 parafii)
- Dekanat miński II (4 parafie)
- Dekanat miński III (św. Aleksandra Newskiego) (5 parafii)
- Dekanat miński IV (6 parafii)
- Dekanat miński V (7 parafii)
- Dekanat miński VI (7 parafii)
- Dekanat miński VII (5 parafii)
- Dekanat miński rejonowy I (14 parafii)
- Dekanat miński rejonowy II (11 parafii)
- Dekanat miński rejonowy III (16 parafii)

W skład dekanatów nie wchodziło 7 parafii, nie posiadających własnych świątyń.

### Monastery
Eparchii podlegały w 2018 r. następujące klasztory:
- monaster św. Eufrozyny Połockiej w Połocku, żeński, stauropigialny
- monaster Zaśnięcia Matki Bożej w Żyrowiczach, męski, stauropigialny
- monaster Narodzenia Matki Bożej w Grodnie, żeński, stauropigialny
- monaster Wprowadzenia Matki Bożej do Świątyni w Boguszach, żeński, stauropigialny
- monaster św. Elżbiety w Mińsku, żeński

## Prawosławni biskupi mińscy
- Wiktor (Sadkowski), 1793–1796
- Hiob (Potiomkin), 1796–1812
- arcybiskup Serafin (Głagolewski) (7 lutego 1812 – 20 sierpnia 1814)
- Daniel (Nattok-Michajłowski), 1814–1816; locum tenens
- Anatol (Maksimowicz), 1816–1832
- Eugeniusz (Bażenow), 1832–1834
- Nikanor (Klementiewski) (5 września 1834 – 28 stycznia 1840; od 1835 arcybiskup)
- Antoni (Zubko), 1840–1848
- Michał (Gołubowicz), 1848–1868
- Aleksander (Dobrynin) (14 sierpnia 1868 – 25 kwietnia 1877; od 27 marca 1877 arcybiskup)
- Eugeniusz (Szerieszyłow), 1877–1880
- Warłaam (Czerniawski) (26 lipca 1880 – 21 maja 1889)
- Symeon (Lińkow), 1889–1899
- Michał (Tiemnorusow), 1899–1912
- Jan (Pommers) (11 lutego – listopad 1912; biskup słucki; wikariusz miński; locum tenens)
- Mitrofan (Krasnopolski) (9 listopada 1912 – 6 lipca 1916; od 1918 arcybiskup)
- Jerzy (Jaroszewski) (6 lipca 1916 – 1919)
- Melchizedek (Pajewski) (1919 – 23 lipca 1922; początkowo jako locum tenens; 1926 – 12 lipca 1927)
- Arseniusz (Smoleniec) (13 lipca – 12 października 1927; locum tenens)
- Paweł (Wilkowski), 1927–1930
- Teofan (Siemieniako), 1930–1935
- Joazaf (Żewachow), 1936; locum tenens
- Modest (Nikitin), 1936–1937
- Pantelejmon (Rożnowski) (1941 – maj 1942; z tytułem metropolity, egzarchy Mińska i całej Białorusi)
- Filoteusz (Narko) (1942 – 1944; locum tenens)
- Bazyli (Ratmirow), 1944–1947
- Pitirim (Swiridow) (13 stycznia 1947 – 21 kwietnia 1959)
- Guriasz (Jegorow) (21 maja 1959 – 19 września 1960)
- Leoncjusz (Bondar) (19 września 1960 – 16 marca 1961; locum tenens)
- Antoni (Krotewycz), 1961
- Warłaam (Borisewicz), 1961–1963
- Nikodem (Rotow) (4 sierpnia – 9 października 1963)
- Sergiusz (Pietrow), 1963–1965
- Antoni (Mielnikow) (25 maja 1965 – 10 października 1978)
- Filaret (Wachromiejew) (10 października 1978 – 25 grudnia 2013; od 1989 z tytułem egzarchy patriarszego)
- Paweł (Ponomariow) (25 grudnia 2013 – 25 sierpnia 2020)
- Beniamin (Tupieko), od 2020